# Honungsticka
Honungsticka (Antrodia mellita) är en svampart som beskrevs av Tuomo Niemelä och Reijo Penttilä 1992. Enligt Catalogue of Life ingår Honungsticka i släktet Antrodia,  och familjen Fomitopsidaceae, men enligt Dyntaxa är tillhörigheten istället släktet Antrodia,  och familjen Meripilaceae. Arten är reproducerande i Sverige. Inga underarter finns listade i Catalogue of Life.